# Uroža
Uroža je naseljeno mjesto u sastavu općine Srebrenik, Federacija Bosne i Hercegovine, BiH. 
Uroža je smještena južno od grada Srebrenika, između Ljenobuda na istoku, Rapatnice na zapadu, Behrama i Šahmera na jugu a na sjeveru su Kiseljak i Ćojlučko Polje. U sastavu je Mjesne zajednice Kiseljak-Uroža.

## Zemljopis
Uroža je smještena na lokalitetu Majdanske stijene gdje postoji kamenolom Ingram, te u dolini Uroškog potoka koji izvire jugozapadno od naselja podno uzvišenja Kaltuša, na jugozapadu od naselja je uzvišenje Oštrikovac najviša tačka u Uroži, na istoku Urože protiče rijeka Tinja.
Uroža se sastoji od naselja Uroža i NN Drenik koje je smješteno uz magistralni put Tuzla-Srebrenik.

## Povijest
Podataka o naseljenosti ovog prostora nema monogo ali je kontinuitet naseljenosti ovog područja siguran u posljednjih 150 godina,iako na lokalnom mezarju postoji nadgrobni spomenici koji nam govore da naseljenost traje puno duže.
Prema podacima Islamske zajednice Uroža je prvo bila u sastavu džemata Donji Moranjci (Čifluk), te Rapatnica i Behrami. Uroža je 2010. godine dobila džamiju s minaretom, a do tada je postojao mesdžid. Mjesni imam je Ahmed Juničić koji je ujedno imam i u Behramima (prethodno nazivanim Donja Uroža).
| Uroža              |       |       |
| godina popisa      | 1991. | 2013. |
| Bošnjaci (*)       | 422   | 453   |
| Srbi               | 0     | 0     |
| Hrvati             | 1     | 1     |
| Jugoslaveni        | 0     | 0     |
| ostali i nepoznato | 5     | 8     |
| ukupno             | 428   | 462   |

popis stanovništva 1981 godine
Muslimani
362
Hrvati
0
srbi
0
ostali
0
ukupno
362http://pod2.stat.gov.rs/ObjavljenePublikacije/G1981/pdf/G19814001.pdf
(*) 1991. godine su bošnjaci se mogli nacionalno odrediti samo kao Muslimani s veliko M.

## Prezimena
Najčešća prezimena u Urozi su: Delić, Tursunović,  Aličić, Kešetović, Bešić, Topčagić, Aljić, Mustafići.
Delića najviše ima, svi su rodbina, iako su dvije ili tri loze a sklapali su i međusobne brakove. Tursunovića ima također dvije ili tri loze i svi su rodbina, Kešetovića je jedna loza, Aličića je također jedna loza, Topčagića je jedna loza, Bešića jedna loza, Mustafići su se doselili iz Gradačca, a Aljići su doselili iz Bijeljine u toku agresije na Bosnu i Hercegovinu 1992-1995.